# Tuspeel
De Tuspeel is een natuurgebied dat gelegen is tussen Heel en Grathem.
Het gebied, dat 28 ha meet, bestaat uit levend hoogveen dat omgeven wordt door loof- en naaldbos. Het is een restant van een vroeger veel uitgestrekter hoogveengebied waar ook de westelijker gelegen Beegderheide deel van uitmaakte. Het gebied werd in 1974 aangekocht door de Stichting Limburgs Landschap.
De Tuspeel blijft vochtig door een leemlaag in de bodem. In de laagten ontstond veen dat echter niet, zoals in het grootste deel van Limburg gewonnen werd als turf. Hierdoor bleef de kenmerkende hoogveenflora intact. Het betreft eenarig wollegras en veenpluis, verder witte snavelbies, zonnedauw en in de poelen vindt men drijvend fonteinkruid en waterdrieblad. Ook vindt men kleine veenbes, dopheide en lavendelheide. In de droge delen van het reservaat vindt men onder meer stekelbrem en zandblauwtje.
Tot de dierenwereld behoren: kleine groene kikker, twee salamandersoorten, meer dan tien soorten libellen, groentje en phegeavlinder.
In de onmiddellijke nabijheid van het gebied liggen grote, door grindwinning ontstane, plassen, met name de Lange Vlieter, tegenwoordig een bekken voor de waterleidingmaatschappij, en de recreatieplas Lange Peel.